# Bundesrealgymnasium Linz Fadingerstraße
Bundesrealgymnasium Linz Fadingerstraße (Fadingergymnasium) (česky Státní reálná škola v Linci) je střední odborná škola v centru rakouského města Linec. Nachází se na ulici Fadingerstraße mezi ulicemi Pochestraße a Bethlehemstraße. Jedná se o gymnázium se zaměřením na média a přírodní vědy, jenž nabízí nižší i vyšší střední vzdělání s volitelnou maturitou.

## Historie
Škola byla založena v roce 1851 jako Kaiser Franz Joseph Staatsoberrealschule z iniciativy občanů Lince a spisovatele a státního školního inspektora základních škol pro Horní Rakousy Adalberta Stiftera ve Steingasse. Na podzim roku 1852 byla dokončena její přístavba, která umožnila zápis do všech tříd. V devadesátých letech 19. století se prostory budovy ve Steingasse staly nevyhovujícími – nová budova byla nakonec schválena 1903/1904 a otevřena v roce 1909 na rohu Fadinger Strasse a Bethlehemstrasse.
Škola byla přejmenována na Bundesrealgymnasium Linz Fadingerstraße po založení Rakouské republiky v roce 1918.

## Významní absolventi
- Adolf Eichmann (1906–1962), funkcionář německo-rakouské nacistické strany a odsouzený válečný zločinec, hlavní organizátor holocaustu
- Adolf Hitler (1889–1945), německý politik a předseda nacistické strany (Nationalsozialistische Deutsche Arbeiterpartei; NSDAP) (1900–1904)
- Ernst Kaltenbrunner (1903–1946), rakouský funkcionář SS a odsouzený válečný zločinec, hlavní organizátor holocaustu
- Ludwig Wittgenstein (1889–1951), rakousko-britský filozof (1903–1906)